# Lars Petersen
Lars Petersen (Gram, 3 de septiembre de 1965) es un jinete danés que compitió en la modalidad de doma. Ganó dos medallas de bronce en el Campeonato Europeo de Doma, en los años 1999 y 2001.

## Palmarés internacional
| Campeonato Europeo | Campeonato Europeo    | Campeonato Europeo | Campeonato Europeo |
| Año                | Lugar                 | Medalla            | Categoría          |
| ------------------ | --------------------- | ------------------ | ------------------ |
| 1999               | Arnhem (Países Bajos) | Medalla de bronce  | Por equipos        |
| 2001               | Verden (Alemania)     | Medalla de bronce  | Por equipos        |